# イサ空軍基地
イサ空軍基地（イサくうぐんきち、英: Isa Air Base）は、バーレーンの南部県に位置するバーレーン空軍の基地である。

## 配置部隊
イサ空軍基地には、戦闘航空団及び隷下の5個飛行隊が配置されている。
- 戦闘航空団
  - 第1飛行隊（1 Sqn） - F-16C/D
  - 第2飛行隊（2 Sqn） - F-16C
  - 第4飛行隊（4 Sqn） - T67M260
  - 第5飛行隊（5 Sqn） - ホーク Mk.129
  - 第6飛行隊（6 Sqn） - F-5E/F